# Ligne de tramway 485
La ligne 485 d'après son numéro de tableau horaire est une ancienne ligne de tramway du Groupe d'Hasselt de la Société nationale des chemins de fer vicinaux (SNCV) qui a fonctionné entre le 7 janvier 1898 et les années 1940.

## Histoire
La ligne est mise en service le 7 janvier 1898 entre Maastricht et Eisden (nouvelle section, capital 82), l'exploitation est assurée par les Railways économiques de Liège-Seraing et extensions (RELSE). Le 15 juin 1898 elle est prolongée de Eisden à Maaseik où elle fait la jonction avec la ligne 490 (nouvelle section, capital 82).
En 1909 à Maastricht, une nouvelle section partant de la porte de Tongres et suivant les remparts au sud permet aux trois lignes vicinales desservant la ville (479, 484 et 485) d'atteindre le Vissersmaas en bord de Meuse. Son existence est cependant brève et elle est supprimée en 1916, le terminus des trams est alors ramené à la porte de Tongres. Enfin en 1924, l'évitement servant de terminus à la porte de Tongres est supprimé tandis qu'un aiguillage est posé entre la route de Tongres et l'avenue Élisabeth Strouven, le terminus des trois lignes est probablement dès cette date déplacé à la porte de Bruxelles (place Reine Élisabeth),.
En 1919, la SNCV reprend l'exploitation en mains propres.
À la suite de la création du charbonnage d'Eisden, une voie de raccordement est créée entre le carrefour de la route Royale avec l'avenue de la Reine et le charbonnage,.
Au cours des années 1930 à Eisden entre le carrefour avec l'avenue de la Reine et le village la route Royale que suit le tram est déviée  par un nouveau tracé une centaine de mètres plus au nord de l'ancien pont par lequel la route et le tram franchissaient le canal Zuid-Willemsvaart, le tracé du tram est modifié, depuis le carrefour avec l'avenue de la Reine, le tram suit l'embranchement du charbonnage d'Eisden jusqu'au bureau de poste (au carrefour avec la Nijverheidslaan) d'où sur une nouvelle section en site indépendant il rejoint un nouveau pont servant au tram et au trafic routier venant de la Langstraat et passé le pont, il rejoint à nouveau par une nouvelle section en site indépendant la route Royale au nord du village, la desserte par l'ancien tracé et le centre d'Eisden est abandonnée,.
En 1934 à Smeermaas la construction du canal Briegden-Neerharen amène le déplacement de la chaussée de Maaseik que le tram suit et qui jusqu'ici aboutit en limite sud du dépôt de Lanaken, la chaussée rectifiée aboutit plus au sud à l'avenue du Roi Albert où le tram emprunte les voies de la ligne 479 jusqu'au dépôt de Lanaken,.
La Seconde Guerre mondiale amène la fermeture à tout trafic le 10 mai 1940 de la section Lanaken Tournebride - Maastricht, elle est brièvement réouverte pour le fret entre mars 1943 et le 17 juillet 1943 après quoi elle est définitivement fermée à tout trafic. Il faut attendre le début de l'année 1950 pour que le service voyageurs soit remplacé avec d'un côté la ligne d'autobus 891 mise en service en octobre 1949 entre Genk et Smeermaas en complément du tramway 581/2 qui est prolongée de Smeermaas à la gare Maastricht (le bus remplace par la même occasion la ligne 581/2) et de l'autre les services communaux d'autobus de Maastricht (GABM) qui ont obtenu en contrepartie l'autorisation de desservir Lanaken et Vroenhoven Station exploitent alors la ligne 7 Vroenhoven Station - Smeermaas - Lanaken Tournebride remplaçant la ligne 485 entre Maastricht et Lanaken Tournebride et la ligne 479 entre Maastricht et Vroenhoven Station (cette dernière ayant également été limitée à la frontière lors de la guerre),. Une à deux années après, la ligne 7 est scindée avec la création de la ligne 8 Maastricht Gare - Lanaken Tournebride,.

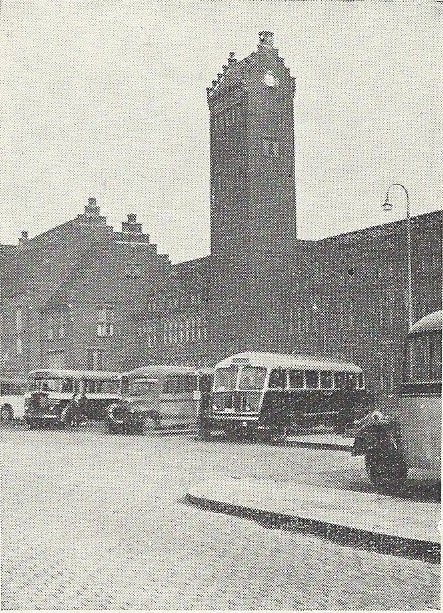
Autobus de la ligne 891 à Maastricht au début de l'année 1950.
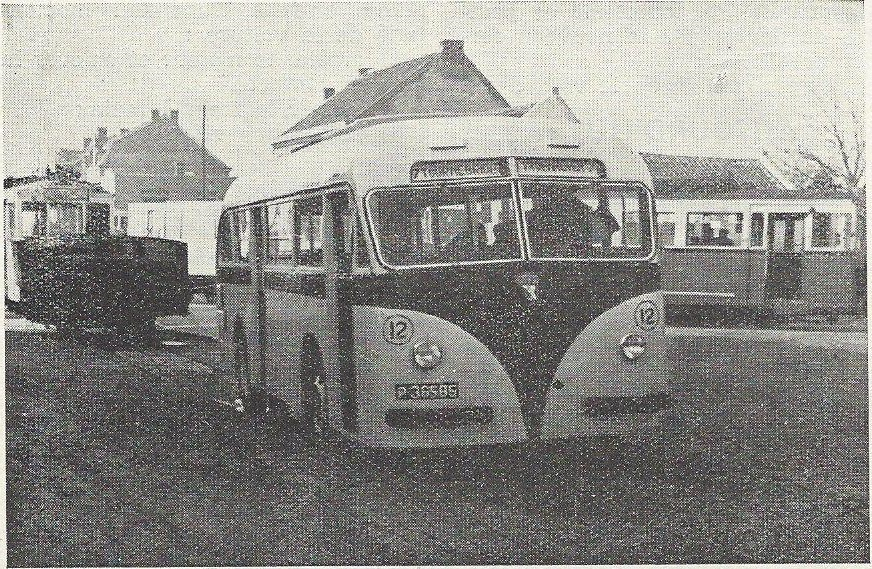
Toujours au début de l'année 1950, autobus Ford de la GABM sur la ligne 7 au terminus de Vroenhoven Station.

Au cours des années 1940, elle est fusionnée avec la ligne 479 créant un service direct Tongres Dépôt - Maaseik Place du Colonel Aert (dépôt).

## Exploitation

### Horaires
Tableaux :
- 485 en 1931[3].